# Мађар Со
Мађар со (на мађарском Мађарска реч) је дневни лист из Војводине, службено гласило мађарске националне мањине у Републици Србији, који се објављује без престанка од 1944. године.

## Историја
Први број је изашао 1944. године, као мађарско издање Слободне Војводине, гласила Јединствене народноослободилачке фронте Војводине под називом Szabad Vajdaság.
Утемељитељи листа су били писац Ласло Гал (Gál László), свештеник, новинар и језичар Жигмонд Кек (Kek Zsigmond), писац и публициста Ендре Левај (Lévay Endre) и писац Михаљ Мајтењи (Majtényi Mihály).
До 2006. је овај лист имао седиште само у Новом Саду, а данас је део редакције и у Суботици и Сенти. Суоснивач је Национално веће мађарске националне мањине у Србији (мађ. Magyar Nemzeti Tanács).

## Уредници
- 1944–1948: Жигмонд Кек (Kek Zsigmond)
- 1948–1957: Ласло Рехак (Rehák László)
- 1957–1963: Лајош Вебел (Vébel Lajos)
- 1963–1967: Ласло Варга (Varga László)
- 1967–1973: Геза Вукович (Vukovics Géza)
- 1973–1975: Золтан Калапиш (Kalapis Zoltán)
- 1975–1976: Калман Петкович (Petkovics Kálmán)
- 1976–1985: Карољ Ердељи (Erdélyi Károly)
- 1985–1989: Петер Шинкович (Sinkovics Péter)
- 1989–1991: Золтан Чорба (Csorba Zoltán)
- 1991–1992: Јанош Кубат (Kubát János)
- 1992–2000: Шандор Балинт (Bálint Sándor)
- 2000–2002: Ержебет Јухас (Juhász Erzsébet)
- 2002–2009: Петер Кокаи (Kókai Péter)
- 2009–2011: Чаба Пресбургер (Pressburger Csaba)
- 2011- Марта Варју (Varjú Márta)